# Andreea Isărescu
Andreea Isărescu, (Bucareste, 3 de julho de 1984) é uma ex-ginasta romena que competiu em provas de ginástica artística.
Andreea fez parte da equipe romena que disputou os Jogos Olímpicos de Sydney em 2000. Neles, ao lado de Simona Amanar, Loredana Boboc, Maria Olaru, Claudia Presacan e Andreea Raducan, conquistou a medalha de ouro na prova coletiva, ao superar a equipe russa e norte-americana, prata e bronze, respectivamente.